# Sweetwater (Texas)
Sweetwater es una ciudad ubicada en el condado de Nolan en el estado estadounidense de Texas. En el Censo de 2010 tenía una población de 10906 habitantes y una densidad poblacional de 419,2 personas por km².

## Geografía
Sweetwater se encuentra ubicada en las coordenadas 32°28′4″N 100°24′35″O / 32.46778, -100.40972. Según la Oficina del Censo de los Estados Unidos, Sweetwater tiene una superficie total de 26.02 km², de la cual 26.01 km² corresponden a tierra firme y (0.01%) 0 km² es agua.

## Demografía
Según el censo de 2010, había 10906 personas residiendo en Sweetwater. La densidad de población era de 419,2 hab./km². De los 10906 habitantes, Sweetwater estaba compuesto por el 81.79% blancos, el 6.2% eran afroamericanos, el 0.51% eran amerindios, el 0.61% eran asiáticos, el 0% eran isleños del Pacífico, el 8.38% eran de otras razas y el 2.51% pertenecían a dos o más razas. Del total de la población el 38.32% eran hispanos o latinos de cualquier raza.